# Estación Juárez Celman
Estación Juárez Celman é um município da província de Córdova, na Argentina.